# Bulgaria Sat
A Bulgaria Sat é uma empresa búlgara voltada aos setores de telecomunicações e aeroespacial, o seu diretor executivo é Maxim Zayakov. A Bulgaria Sat é uma filial da Bulsatcom, uma empresa de telecomunicações que fornece serviços de TV por assinatura e operadora de telefonia móvel na Bulgária. A empresa é responsável pela operação do primeiro satélite de comunicação búlgaro, o BulgariaSat-1, que foi construído pela Space Systems/Loral (SS/L) e usa uma versão da plataforma de satélite SSL-1300, e que foi lançado ao espaço no dia 23 de junho de 2017 pela empresa estadunidense SpaceX.